# Aethomys silindensis
Aethomys silindensis е вид бозайник от семейство Мишкови (Muridae).

## Разпространение
Видът е разпространен в Зимбабве.